# Almeida
Pour les articles homonymes, voir Almeida (homonymie).
Almeida est une municipalité (en portugais : concelho ou município) du Portugal, située dans le district de Guarda et la région Centre.

## Toponymie
- Almeida/Médina el-Meïda (مدينة  المائدة) : La ville de la Table[2] La localité Médina el-Meïda (aujourd'hui à Medinacelli en Espagne) fut donné par Tariq Ben Ziyad sous le règne d'El - Welid. Tariq ben Ziyad en conquérant l'Espagne en venant de Tanger par Mer en 711, trouva à Medinacelli / Médina el-Meïda une Table que le Juifs et les Chrétiens disaient qu'elle avait appartenu à Salomon, fils de David, et qu'un certain roi arabe l'aurait ramené de Jérusalem après sa victoire sur les Israélites[3].
- Almeida vient de l'arabe Al-Ma'ida signifiant "La Table Servie" qui est une sourate du Coran. Au temps des Celtes, Almeida signifiait "élévation fortifié". Selon la toponymie Celtique, Almeida vient de Cotacobriga (Cota = point géographique élevé; Briga = lieu fortifié). Le nom Almeida est donné, ainsi , à un lieu élevé fortifié comme le Plateau d'Almeida à Oran (Algérie), ce plateau nommé par les Espagnols Meseta (plateau) était nommé par les Arabes El Maïda (la table)[4] : existe également un mausolée sur ce plateau édifiée en 1425 par l'un des disciples d'Abou Madyane; ce nom fait en espagnole Almeida et Alameda, noms donné à de nombreuses promenades en terrasse ou en esplanade[5]
- Nous pensons que les arabes ont donné aussi le nom d'Almeida de Sayago (commune espagnole de la province de Zamora) pour sa ressemblance géographique, tout donne lieu à penser qu'au temps des Celtes : ces deux localités ont eu le même nom Cotacobriga[6].

## Géographie
Almeida est limitrophe :
- au nord, de Figueira de Castelo Rodrigo,
- à l'est, de l'Espagne,
- au sud, de Sabugal,
- à l'ouest, de Guarda et Pinhel.

## Histoire
- Par le Traité d'Alcañices, signé le 12 septembre 1297, Almeida qui appartenait au territoire espagnol auparavant, devient portugais[7].
- En 1641, après la démolition des forteresses médiévales pendant le domaine des Filipes d'Espagne, Antoine Deville fait le plan des actuelles fortifications[8].
- Les Espagnols la prirent en 1762 ; les Français la démantelèrent au Siège d’Almeida (1810) (voir aussi : Blocus d'Almeida (1811)). Ses fortifications furent relevées par les Anglais[9].
- Pendant la 3e invasion française, en août 1810, le château de la ville explose[10].
- Pendant la Guerre Civile de 1832-36, les Absolutistes et les Libéraux sont passés par le fort, étant les « Casmatas » utilisées comme prisons[11].
- En 1927, Almeida perd définitivement sa fonction militaire[12].

## Jumelage
- En 2011 la localité Almeida est jumelée avec la localité Mutzig en Alsace[13].

## Démographie
| 1801  | 1849  | 1900   | 1930   | 1960   | 1981   | 1991   | 2001  | 2004  |
| ----- | ----- | ------ | ------ | ------ | ------ | ------ | ----- | ----- |
| 3 408 | 5 604 | 17 031 | 14 860 | 16 107 | 10 524 | 10 040 | 8 423 | 7 784 |

| 2011  | 2021  | - | - | - | - | - | - | - |
| ----- | ----- | - | - | - | - | - | - | - |
| 7 242 | 5 882 | - | - | - | - | - | - | - |

## Monuments
- Anta de Pedra de Anta
- Château de Castelo Bom
- Château de Castelo Mendo
- Château médiéval d'Almeida
- Forteresse d'Almeida
- Pilori de Castelo Mendo
- Pilori de Vale de Coelha
- Église de Leomil
- Église « mère de saint Michel », à Malhada Sorda
- Église « Almeida Santa Clara », à Malhada Sorda

## Subdivisions
La municipalité d'Almeida regroupe 16 paroisses (freguesia, en portugais) :
- Almeida
- Amoreira, Parada et Cabreira
- Azinhal, Peva et Valverde
- Castelo Bom
- Castelo Mendo, Ade, Monte Perobolço et Mesquitela
- Freineda
- Freixo
- Junça et Raves
- Leomil, Mido, Senouras et Aldeia Nova
- Malhada Sorda
- Malpartida et Vale de Coelha
- Miuzela et Porto de Ovelha
- Nave de Haver
- São Pedro de Rio Seco
- Vale da Mula
- Vilar Formoso

### Articles liés
- Villes du Portugal
- Liste des municipalités du Portugal